# Колонелс
Колонелс (англ. Colonels Mountain) — гора в канадской провинции Нью-Брансуик. Расположена у истоков рек Нортуэст-Мирамиши и Севогл. Смежная вершина — Биг-Болд, также в близости от горы Колонелс расположены пики Мидл, Карибу, Уэбстер, Билл-Грей и пик Робинсон (англ. Middle Mountain, Caribou Mountain, Mount Webster, Mount Bill Gray, Mount Robinson).

## Геологические особенности
Процесс выветривания привёл к формированию на вершине горы гранитовых образований, по форме похожих на гриб и именуемых торами. Поскольку данный процесс обычно протекает очень долго, принято считать, что эти геологические структуры указывают на то, что некоторые части территории Нью-Брансуика не были затронуты в ходе последнего, висконсинского оледенения.

## Высота горы
Имея высоту 534 метра (1752 фута), гора Колонелс занимает 108-е место в списке гор Нью-Брансуика. Среди гор Канады она находится на 945-м месте по этому же показателю.

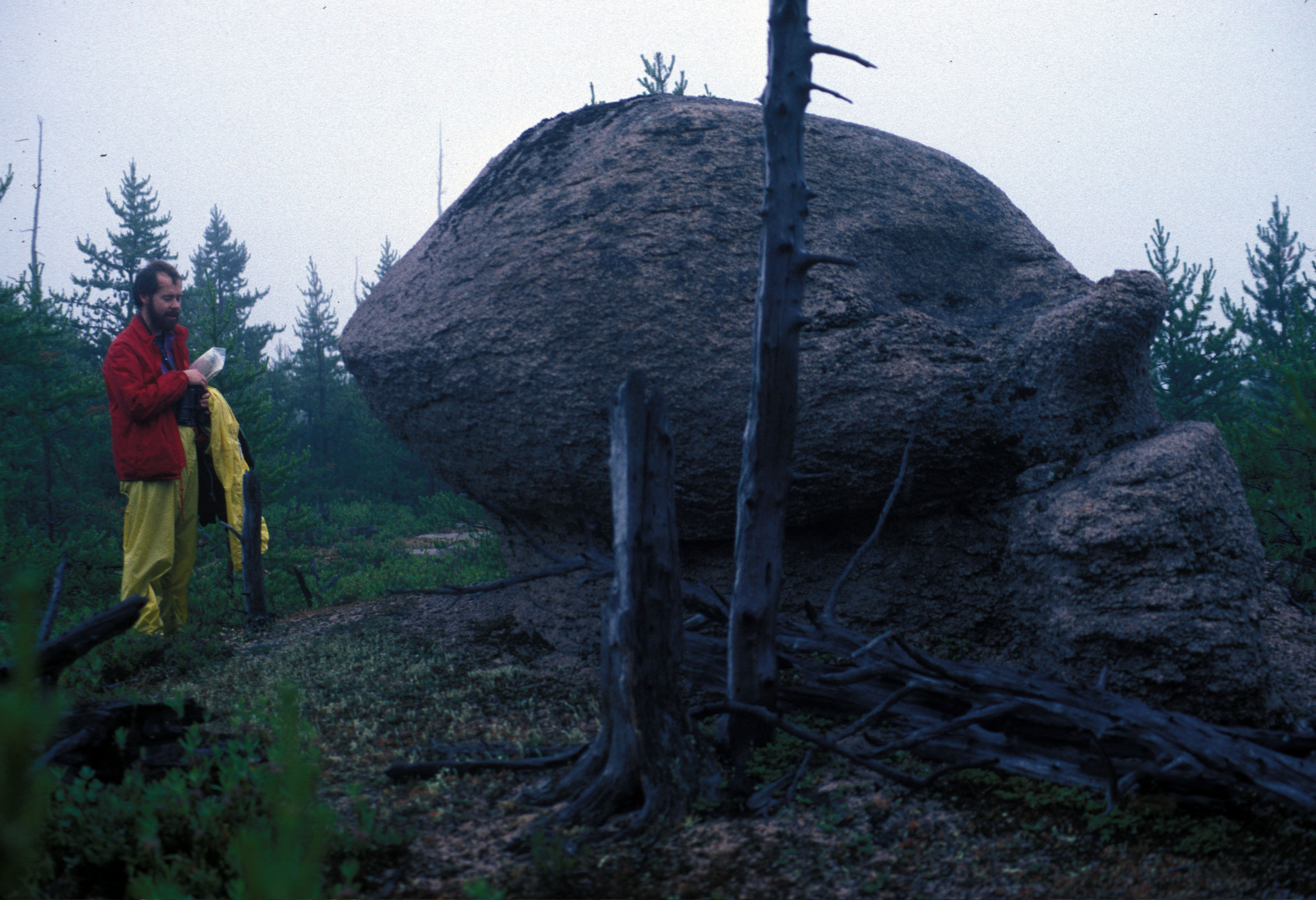
Гранитное образование на вершине Колонелс (IR, фотография Уокера, 1986 г.)